# Gelasma immacularia
Gelasma immacularia là một loài bướm đêm trong họ Geometridae.